# Cardiocondyla shuckardi
Cardiocondyla shuckardi es una especie de hormiga del género Cardiocondyla, tribu Crematogastrini, familia Formicidae. Fue descrita científicamente por Forel en 1891.
Se distribuye por Botsuana, Camerún, República Democrática del Congo, Etiopía, Gabón, Ghana, Costa de Marfil, Kenia, Madagascar, Mozambique, Namibia, Ruanda, Sudáfrica, Tanzania, Uganda, Zimbabue, Kuwait, Arabia Saudita y Emiratos Árabes Unidos. Se ha encontrado a elevaciones de hasta 2508 metros. Habita en bosques húmedos y secos y zonas urbanas.